# Đội tuyển bóng chuyền nam quốc gia Ấn Độ
Đội tuyển bóng chuyền nam quốc gia Ấn Độ là đội bóng đại diện cho Ấn Độ tại các cuộc thi tranh giải và trận đấu giao hữu bóng chuyền ở phạm vi quốc tế.

## Đội hình

### Đội hình hiện tại
- Maniyas
- Rahim Shaikh
- Gurinder Singh
- Navjit Singh
- Mohan Ukkrapandian
- George Andrews
- Ranjit singh
- Sivasubramanian Kanagaraj
- Dilip Khoiwal
- Charles Jerome Vinit
- Govindarajan Ramakrishnan Vaishnav
- Mandeep Singh